# Industrijski robot
Industrijski robot je robotski sustav, koji se koristi u proizvodnji. Industrijski roboti su automatizirani, programabilni i sposobni za kretanje na tri ili više osi.
Tipične primjene robota uključuju: zavarivanje, bojanje, montažu, demontažu, odabir i mjesto za tiskanu ploču, pakiranje i etiketiranje, paletiranje, pregled proizvoda i testiranje. Sve je postignuto velikom izdržljivošću, brzinom i preciznošću. Mogu pomoći pri rukovanju materijalima.
Godine 2020., prema procjenama Međunarodne federacije robotike (MFR), širom svijeta djelovalo je 1,64 milijuna industrijskih robota.
Konfiguracije robota koje se najčešće koriste su: zglobni roboti, SCARA roboti, delta roboti i kartezijanski roboti, (portalni (gantri) roboti ili X-Y-Z roboti). 
Neki roboti programirani su vjerno izvoditi određene radnje iznova i iznova (ponavljajuće radnje) bez varijacija i s visokim stupnjem točnosti. Ove radnje određene su programiranim rutinama, koje specificiraju pravac, ubrzanje, brzinu, usporavanje i udaljenost niza koordiniranih pokreta.
Ostali roboti mnogo su fleksibilniji u pogledu orijentacije objekta na kojem rade ili čak i zadatka koji treba obaviti na samom objektu, a koji će robot možda morati identificirati. Na primjer, za preciznije navođenje roboti često sadrže podsustav strojnog oblika, koji djeluje kao njihov vizualni senzor, povezan s moćnim računalima ili kontrolorom. Umjetna inteligencija postaje sve važniji faktor modernog industrijskog robota.

## Galerija
- Robotski istovar stakla.
- Sustav zakivanja za zračni jastuk suvozača.
- Kolaborativni roboti u tvornici u Njemačkoj.
- Robot u izradi guma.